# Betsy Hassett
Betsy Doon Hassett (Auckland, 4 agosto 1990) è una calciatrice neozelandese, centrocampista dello Stjarnan e della nazionale neozelandese.

## Carriera

### Club
Dopo aver giocato nel campionato neozelandese femminile di calcio per la prima parte della sua carriera, a fine campionato 2012 Betsy Hassett decide di trasferirsi in Europa, sottoscrivendo un accordo con il Sand per giocare in 2. Frauen-Bundesliga, secondo livello del campionato tedesco di categoria, contribuendo a far conquistare alla sua nuova squadra il primo posto del girone Süd e la conseguente promozione in Frauen-Bundesliga. A fine campionato decide di lasciare comunque la squadra con un tabellino personale di 11 reti siglate su 20 incontri disputati.
Formalizza un accordo annuale con le inglesi del Manchester City per giocare nel rinnovato campionato di FA Women's Super League 1 dalla stagione 2014. Hasset contribuisce a far raggiungere alla propria squadra il quinto posto in FA WSL 1 e a vincere la FA Women's Super League Cup, primo titolo femminile per la società inglese.
Nel 2015 si trasferisce all'Amazon Grimstad società norvegese con sede a Grimstad, per giocare in Toppserien, primo livello del campionato norvegese. La scelta si rivela difficile per la scarsa competitività della squadra che al termine del campionato conclude al dodicesimo posto venendo retrocessa in 1. divisjon.
Terminati gli impegni contrattuali, durante il calciomercato invernale trova un accordo con il Werder Brema, alla sua prima esperienza in Frauen-Bundesliga, per giocare la seconda parte del campionato 2015-2016. Ancora una volta la stagione si rivela impegnativa con la squadra che fatica ad uscire della parte bassa della classifica terminando all'undicesimo posto in campionato, risultato che le vale la retrocessione in 2. Frauen-Bundesliga e venendo eliminate ai quarti di finale di DFB-Pokal der Frauen. Hassett decide di lasciare la squadra a fine campionato, con un tabellino personale di 10 incontri disputati e una sola rete realizzata.
Durante il calciomercato estivo 2016 decide di trasferirsi all'Ajax per giocare in Eredivisie, livello di vertice del campionato femminile olandese. La squadra affronta la stagione caratterizzata da una formula rinnovata che prevede una prima fase a otto squadre ed una seconda alla quale accedono le prime quattro in un minigirone all'italiana che determinerà la vincitrice. La squadra si rivela nettamente superiore alle concorrenti, andando a chiudere sia la prima fase che la seconda del campionato al primo posto davanti al Twente, risultato che le garantisce l'accesso alla stagione 2017-2018 di UEFA Women's Champions League, e superando per 3-0 in finale il PSV/FC Eindhoven in KNVB beker vrouwen, con Hassett che festeggia con le compagne il primo double nella storia sportiva della sezione femminile dell'Ajax. Al termine della stagione ha lasciato l'Ajax per trasferirsi in Islanda tra le file del KR Reykjavík.
Con il club della Capitale Reykjavík debutta in Úrvalsdeild kvenna, massimo livello del campionato islandese, il 10 agosto, alla 12ª giornata di campionato, nell'incontro vinto in trasferta 3-1 sul Grindavík. Chiude il campionato con 7 presenze condividendo con le compagne l'8º posto in classifica e la conseguente salvezza. Rimane con il club in tenuta bianconera anche le due successive stagioni, con la squadra che fatica a uscire dalla zona bassa della classifica ma riuscendo comunque a trovare la salvezza nei campionati 2018 e 2019, chiudendo rispettivamente all'8º e al 7º posto, andando a rete per la prima volta il 28 luglio 2018, nella vittoria in trasferta per 5-1 con l'FH Hafnarfjarðar, e realizzandone altri due nel campionato successivo. A fine stagione 2019 decide di lasciare la società con un tabellino di 38 presenze e 3 reti in campionato.
Durante il successivo calciomercato invernale sottoscrive un accordo con lo Stjarnan.

## Palmarès
- Campionato olandese: 1

Ajax: 2016-2017
- Coppa dei Paesi Bassi femminile: 1

Ajax: 2016-2017
- FA Women's Super League Cup: 1

Manchester City: 2014